# Kazimir Tomaszewski
Kazimir (Kazimierz) Adamowicz Tomaszewski (ros. Казимир Адамович Томашевский, ur. 19 października?/1 listopada 1914 w Berdyczowie, zm. 11 kwietnia 1983 w Mińsku) – radziecki wojskowy polskiego pochodzenia, podpułkownik, Bohater Związku Radzieckiego (1945).

## Życiorys
Urodził się w rodzinie robotniczej. W 1932 skończył 7-letnią szkołę, pracował na poczcie w Berdyczowie, w 1936 został powołany do Armii Czerwonej. W 1939 ukończył kursy młodszych poruczników w Termezie, a w 1942 kursy "Wystrieł", od lutego 1942 uczestniczył w wojnie z Niemcami. Walczył na Froncie Briańskim, Centralnym, Woroneskim, 1 Ukraińskim i 1 Białoruskim, był trzykrotnie ranny. Od 1944 należał do WKP(b). Dowodził batalionem 21 Brygady Zmechanizowanej 8 Gwardyjskiego Korpusu Zmechanizowanego 1 Gwardyjskiej Armii Pancernej w stopniu kapitana, w końcu stycznia 1945 brał udział w forsowaniu Warty, w marcu 1945 w szturmie Kołobrzegu i Gdyni, w tym portu i bazy morskiej na wybrzeżu Bałtyku, a w kwietniu 1945 w operacji berlińskiej. Po wojnie kontynuował służbę w Armii Czerwonej/Armii Radzieckiej, w 1958 został zwolniony do rezerwy w stopniu podpułkownika, później pracował w instytucjach gospodarczych w Mińsku.

## Odznaczenia
- Złota Gwiazda Bohatera Związku Radzieckiego (31 maja 1945)
- Order Lenina
- Order Czerwonego Sztandaru (trzykrotnie)
- Order Aleksandra Newskiego
- Order Czerwonej Gwiazdy

I medale.